# Tiramina
La tiramina es una monoamina que actúa en el cuerpo humano como un vasoactivo. Se encuentra presente de forma natural en algunos alimentos. Los alimentos que contienen tiramina pueden producir dolor de cabeza (migraña).

## Presencia en alimentos
La tiramina se encuentra presente en ciertos alimentos fermentados como puede ser el queso maduro, en plantas como pueden ser las nueces, el hígado de pollo, o en ciertos pescados como los arenques (y por extensión a todos aquellos perteneciente a la familia de la sardina). Produce dolor de cabeza en algunos pacientes, y es un producto que se obtiene al convertir la tirosina (aminoácido presente en muchas proteínas) en epinefrina (hormona activa producida internamente en la glándula adrenal).

## Interacciones
Existen listas oficiales de alimentos que pueden contener ciertas trazas de tiramina, estas listas existen debido a la peligrosidad que puede tener para ciertos pacientes que se ven sometidos a tratamiento con antidepresivos. Se debe evitar la combinación de alimentos con alta concentración de tiramina con antidepresivos tipo IMAO (Inhibidores de la monoaminooxidasa) debido a que puede provocar un tipo de crisis hipertensiva denominada "efecto queso".